# 早川みゆき
早川 みゆき（はやかわ みゆき、1996年10月18日 - )は、日本の舞台女優、グラビアアイドル、レースクイーン。神奈川県出身。チタノタ企画所属。愛称はみゆきち。

## 略歴
2019年、GDL Entertainmentに所属し、『ミスFLASH2020』で敗者復活からファイナリストまで駆け上がったが、グランプリ受賞はならなかった。
2020年3月には初のイメージDVD『僕だけの可愛い彼女』、同年6月には『好き、みゆきち』をリリース。また同年5月に6人組YouTuber「フォーツー/レンジャー」を結成し、青色担当のメンバーになった。
2021年12月31日、事務所を退所し、フリーに転身。
2022年のSUPER GTでは「PACIFIC JLOC ANGEL」（相方：こんのなな）として、レースクイーンデビュー。同年7月24日にはギャルパラ七夕祭りで発表された『日本レースクイーン大賞2022』新人部門受賞式で新人賞3名の中に入る。
2022年8月1日、株式会社チタノタ企画に所属することを自身のTwitterで報告し、2.5次元アイドル『少年秘密倶楽部』のメンバー「愛一郎」として活動を開始。
2023年1月5日、グラビアアイドルDVDの発売イベントを取材する記者の立場から、今年最も輝いたグラドルを選ぶ『記者・編集者が選ぶグラドルアワード2022』にて、ベストボディ賞を受賞。

## 人物
- ミニチュアフードを作ることが得意で[雑誌 1]、将来の夢を「駄菓子屋」としている[4]。
- 野菜ソムリエの資格を持つ[雑誌 2]。
- 『ミスFLASH2016』グランプリの川崎あやを尊敬している[5]。
- チャームポイントは脚[4]。ダイエットしても脚が痩せられない体質であるが、グラビアアイドルになってからは脚を褒められるようになり、「グラビアは胸だけじゃない」と実感したという[4]。
- 体が柔らかく、グラビアではY字バランスを披露している[13]。

## 出演

### 舞台
| 公演期間                | 作品名                                                                 | 場所                       | 役名         |
| ----------------------- | ---------------------------------------------------------------------- | -------------------------- | ------------ |
| 2021年9月30日 - 10月3日 | ウィルス会議〜人間ども編〜                                             |                            |              |
| 2021年12月17日 - 23日   | レミング                                                               |                            | 妹           |
| 2022年4月23日 - 24日    | 少女アーカイヴ                                                         |                            | 黒川みさき   |
| 2022年5月13日 - 15日    | リベルテ                                                               |                            |              |
| 2022年6月9日 - 12日     | THE BITCH                                                              |                            |              |
| 2022年7月13日 - 18日    | 親父のテイスティ                                                       |                            | 遠藤恵美     |
| 2023年4月27日 - 30日    | 少年秘密倶楽部-零-                                                     | BOX in BOX THEATER         |              |
| 2023年8月30日 - 9月3日  | マジでトキメけ★少女たち!!再演!! 〜全国高校生エネルギッシュ選手権大会〜 | シアターサンモール         | 小日向美香   |
| 2023年9月27日 - 10月1日 | HATTORI半蔵‐零‐                                                        | シアターサンモール         | 酒井タダツグ |
| 2023年11月2日 - 5日     | レヴォリュスィオン                                                     | 築地本願寺ブディストホール |              |

### イベント
- 東京オートサロン2022「BUSOU」ブースコンパニオン（2022年1月14日 - 16日、幕張メッセ）[共演 1]

## 作品

### イメージビデオ
- 僕だけの可愛い彼女（2020年3月20日、ラインコミュニケーションズ）[14]
- 好き、みゆきち（2020年6月24日、イーネット・フロンティア）[15]
- オトナになった君（2022年6月24日、竹書房）[16]
- 二度目の恋のはじめかた（2022年11月20日、ラインコミュニケーションズ）[17]